# Alfred Seeberg

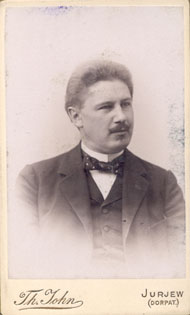
Alfred Seeberg

Oskar Theodor Alfred Seeberg (* 24. Septemberjul. / 6. Oktober 1863greg. in Pedua, Gouvernement Estland; † 9. August 1915 in Ahrenshoop) war ein deutschbaltischer evangelischer Theologe.

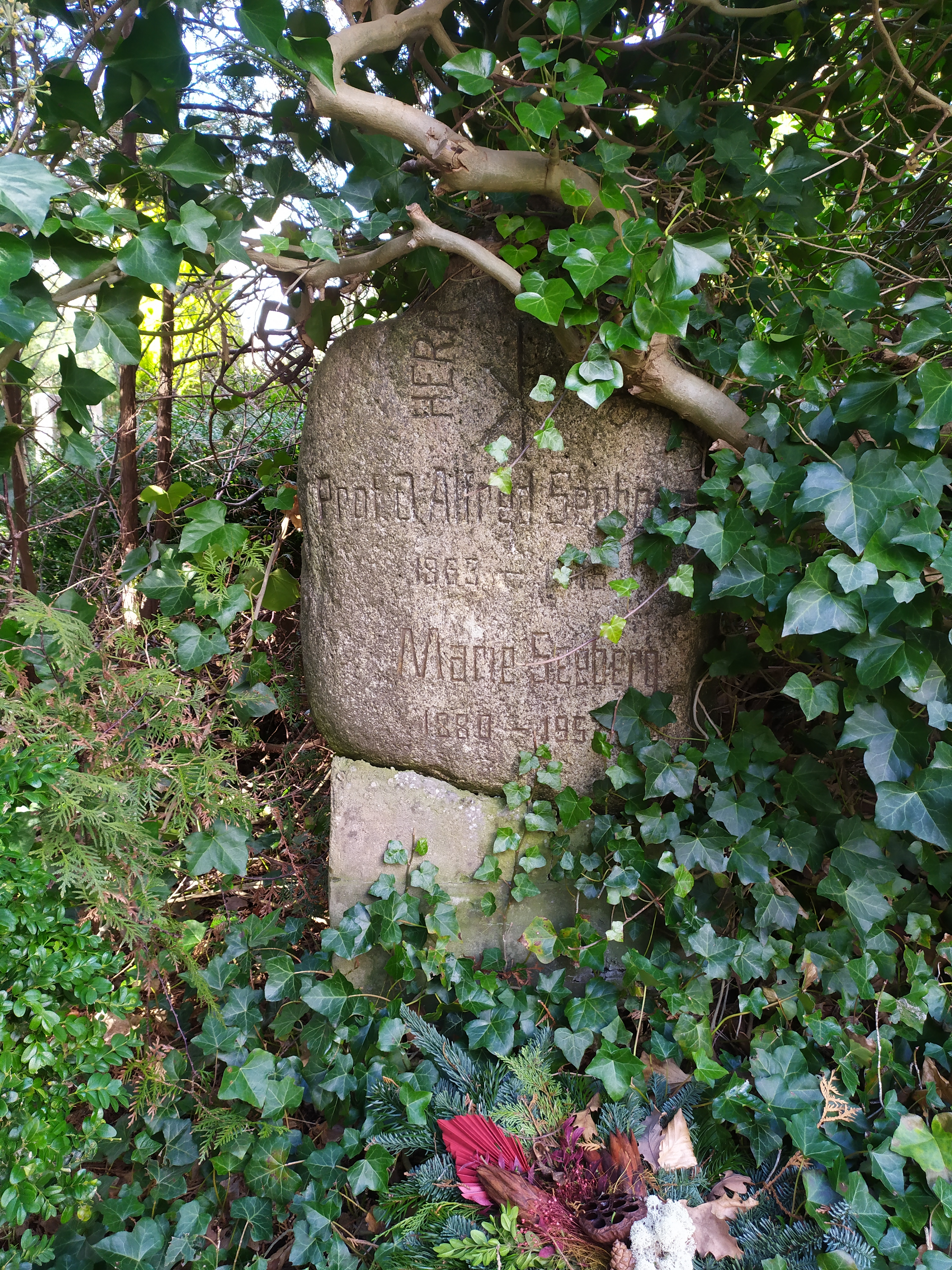
Grabstätte in Ahrenshoop (2023)

## Leben

### Herkunft und Familie
Alfred Seeberg war das dritte Kind des Landwirts Reinhold Seeberg und dessen Frau Emma geb. Grüner. Er war ab 1900 verheiratet mit Marie von Walter (1880–1953), Tochter des Pastors Reinhold Wilhelm von Walter aus St. Petersburg. Das Paar hatte vier Kinder, die Töchter Stella (1901–1979) und Doris (1903–1989) sowie die beiden Söhne Axel (1904–1986) und Otto (1908–1934). Ihre Tochter Doris Oberländer geb. Seeberg war als Bildhauerin in Ahrenshoop tätig, wo die Familie Seeberg seit 1910 ein Sommerhaus besaß. Der Theologe Reinhold Seeberg war sein älterer Bruder, der Theologe Erich Seeberg sein Neffe.

### Werdegang
Alfred Seeberg studierte nach dem Besuch des Alten Gymnasiums in Reval 1883–1889 Theologie an der Kaiserlichen Universität Dorpat (Mitglied des Corps Neobaltia). Ab 1890 war er Religionslehrer an der höheren Töchterschule in Dorpat, setzte aber noch im gleichen Jahr seine Studien an den Universitäten Erlangen und Leipzig fort. 1891 kehrte er nach Dorpat zurück, erhielt den Grad eines Magisters der Theologie und wurde Pastor-Adjunkt an der dortigen Petrikirche. 
1891 wurde er Dozent, nach seiner Promotion 1895 außerordentlicher Professor. Von 1897 bis 1908 war er ordentlicher Professor für exegetische Theologie an der Kaiserlichen Universität Dorpat. Von 1905 bis 1908 war er Dekan der Theologischen Fakultät. 1908 folgte er einem Ruf als Professor für Neues Testament an die Universität Rostock. 1914 war er dort Rektor der Universität. 1914 wurde er Professor an der Universität Kiel.

## Veröffentlichungen
- Die Anbetung des „Herren“ bei Paulus. Schnakenburg, Dorpat 1891 (Dorpat, Universität, Dissertation, 1891).
- Die Heilsbedeutung des Todes Christi im Hebräerbrief. Mattiesen, Jurjew 1895 (Jurjew (Dorpat), Universität, Dissertation).
- Der Tod Christi in seiner Bedeutung für die Erlösung. Eine biblisch-theologische Untersuchung. Deichert, Leipzig 1895.
- Der Katechismus der Urchristenheit. Deichert, Leipzig 1903 (Unveränderter Nachdruck. (= Theologische Bücherei. Bd. 26, ISSN 0563-430X). Kaiser, München 1966).
- Album des Theologischen Vereins zu Dorpat-Jurjew. Theologischer Verein, Dorpat 1905.
- Das Evangelium Christi. Deichert, Leipzig 1905.
- Die beiden Wege und das Aposteldekret. Deichert, Leipzig 1906.
- Die Didache des Judentums und der Urchristenheit. Deichert, Leipzig 1908.
- Christi Person und Werk nach der Lehre seiner Jünger. Deichert, Leipzig 1910.
- Der Brief an die Hebräer (= Evangelisch-theologische Bibliothek. Bd. 3, ZDB-ID 574885-9). Quelle & Meyer, Leipzig 1912.
- Vaterunser und Abendmahl. In: Neutestamentliche Studien. Georg Heinrici zu seinem 70. Geburtstage (14. März 1914) (=  Untersuchungen zum Neuen Testament. Bd. 6, ZDB-ID 500322-2). Hinrichs, Leipzig 1914, S. 108–114.
- D. Alfred Seeberg, weiland ord. Professor in Kiel (9. VIII. 1915). Worte des Gedächtnisses an den Heimgegangenen und Arbeiten aus seinem Nachlass. Herausgegeben von Reinhold Seeberg. Deichert, Leipzig 1916.
  - S. 83 ff.: Zur Entstehung der triadischen Gottesvorstellung. Eine Skizze.
  - S. 91 ff.: Das Abendmahl.
  - S. 109 ff.: Fünf pia desideria.